# Parlamento de Pakistán
El Parlamento de Pakistán es el órgano supremo legislativo y federal de Pakistán. Es un parlamento bicameral compuesto por un Senado como cámara alta y una Asamblea Nacional como cámara baja. De acuerdo con la Constitución de la República Islámica de Pakistán, el Presidente de Pakistán también es parte del parlamento. La Asamblea Nacional es elegida para un mandato de 5 años mediante sufragio universal. El Senado es elegido para un mandato de 3 años (los senadores tiene un mandato máximo de 6 años, es decir, dos legislaturas).
El mandato de la Asamblea Nacional termina si se disuelve por consejo del Primer Ministro o por el Presidente a su discreción en virtud de la Constitución, sin embargo, el Senado no está sujeto a disolución.
El Parlamento se reúne en el edificio del Parlamento en Islamabad, donde hay cámaras de debate para ambas cámaras. Hasta 1960, el Parlamento estaba ubicado en Karachi. El edificio del Parlamento de Pakistán es el primer y único parlamento del mundo que funciona completamente con energía solar autogenerada.

## Asamblea Nacional
La Asamblea Nacional de Pakistán es la cámara baja del parlamento. Está compuesta por 342 escaños de los cuales, 272 son elegidos directamente mediante elecciones y 70 están reservados a mujeres y minorías religiosas. La Asamblea Nacional de Pakistán es el órgano legislativo soberano del país. Encarna la voluntad del pueblo de dejarse gobernar bajo el sistema parlamentario federal democrático y multipartidista. La Asamblea Nacional hace leyes para la Federación con respecto a las facultades enumeradas en la lista legislativa federal. A través de sus debates, la Moción de censura, las sesiones de control y los Comités Permanentes, la Asamblea Nacional vigila el Ejecutivo y asegura que el gobierno funcione dentro de los parámetros establecidos en la Constitución y no viole los derechos fundamentales de los ciudadanos. Sólo la Asamblea Nacional, a través de su Comité de Cuentas Públicas, analiza el gasto público y ejerce el control de los gastos incurridos por el gobierno. Los miembros de la Asamblea Nacional serán elegidos por voto directo y libre de conformidad con la ley.
El artículo 50 de la Constitución dispone que el Parlamento del Pakistán estará integrado por el Presidente y las dos Cámaras denominadas Asamblea Nacional y el Senado. La Asamblea Nacional tiene una ventaja sobre el Senado al legislar exclusivamente en materia monetaria. Con excepción de la legislación monetaria, ambas casas trabajan juntas para llevar a cabo la labor básica del Parlamento, es decir, hacer leyes. El proyecto de ley relativo a la Lista Legislativa Federal puede ser originado en cualquiera de las dos Cámaras. Si una Cámara aprueba un proyecto de ley por mayoría de votos, se transmitirá a la otra Cámara. Si la otra Cámara la aprueba sin enmiendas, se presentará al Presidente para su aprobación. Si el proyecto de ley, transmitido a la otra Cámara, no se aprueba dentro de un plazo de noventa días o se rechaza, se considerará a debate en una sesión conjunta convocada por el Presidente a petición de la casa en la que se originó el proyecto de ley. Si el proyecto de ley es aprobado en sesión conjunta, con o sin enmiendas, por los votos de la mayoría de los miembros de ambas Cámaras, se presentará al Presidente para su aprobación.
Si el proyecto de ley es presentado ante el Presidente para su aprobación, se aprobará en un plazo de no más de diez días. Si no es un proyecto de ley monetario, el Presidente puede devolver el proyecto al Parlamento para que sea reconsiderado el proyecto o para que consideren una enmienda concreta. El Majlis-e-Shoora (Parlamento) reconsiderará el proyecto de ley en sesión conjunta. Si el proyecto de ley es aprobado nuevamente, con o sin enmienda, por voto de la mayoría de los miembros presentes y votantes, se presentará ante el Presidente y éste deberá dar su consentimiento en el plazo de diez días; Si no fuese así, se considerará que se ha dado tal consentimiento. Bajo la Constitución, el Parlamento también puede legislar para dos o más Provincias por consentimiento y solicitud hechas por esas Provincias. Si el Gobierno Federal proclama el estado de emergencia en cualquier provincia, el poder de legislar sobre esa provincia está investido en el Parlamento. Sin embargo, los proyectos de ley aprobados por el Parlamento durante el estado de Emergencia dejarán de estar en vigor a los seis meses tras el levantamiento del estado de emergencia. No obstante, seguirán siendo válidas las medidas adoptadas en virtud de estas leyes. En ejercicios de su función constitucional, el Parlamento también tiene otras funciones muy importantes que desempeñar. El Presidente, que está en el ápice, es elegido por los miembros de ambas cámaras del Parlamento y de las Asambleas Provinciales. El Primer Ministro, que dirige el Gabinete y está destinado a ayudar y asesorar al Presidente en sus funciones, pertenece a la Asamblea Nacional. Goza de la confianza de la mayoría de los miembros de la Asamblea Nacional. Los miembros del Gabinete son nombrados por el Presidente a propuesta del primer ministro.
En la formación del Gabinete, la mayor parte (75%) pertenece a la Asamblea Nacional mientras que el resto (25%) se toman del Senado. Existe un procedimiento democrático para destituir al primer ministro de su cargo si pierde la confianza de la mayoría de los miembros de la Asamblea Nacional. A este respecto, una resolución para una moción de confianza ha de ser propuesta por no menos del 20% del total de miembros de la Asamblea Nacional. Si la resolución es aprobada por mayoría del total de miembros de la Asamblea Nacional, el Primer Ministro renuciará inmediatamente a su cargo. Del mismo modo, para la destitución o el enjuiciamiento del Presidente de la República, se necesita la propuesta de al menos la mitad de los escaños de una de las dos Cámaras. En una sesión conjunta de las dos Cámaras, convocada a tal efecto y después de las deliberaciones, si la resolución es aprobada por los votos de no menos de dos tercios del total de miembros del Parlamento, el Presidente dejará de ejercer sus funciones inmediatamente a la aprobación de la resolución. En caso de emergencia, el Parlamento tiene la autoridad para prorrogar el período de la Asamblea Nacional. En virtud de la Constitución, el Parlamento también puede, a petición del Gobierno Federal, por ley, conferir funciones a los funcionarios o autoridades subordinados al Gobierno Federal.

## Senado
El objetivo principal de la creación del Senado de Pakistán era dar igual representación a todas las unidades federadas, ya que la composición de la Asamblea Nacional se basaba en la población de cada provincia. La igualdad de miembros provinciales en el Senado, por lo tanto, equilibra la desigualdad provincial en la Asamblea Nacional y disipa las dudas y la aprehensión, si las hay, respecto a la privación y la explotación. El papel del Senado es promover la cohesión y la armonía nacional y aliviar los temores de las provincias más pequeñas respecto a la dominación de una provincia por su mayoría en la Asamblea Nacional. El Senado, es un órgano que representa las provincias y territorios del país y promueve un sentimiento de igualdad, paz y armonía, que es tan esencial para el crecimiento y la prosperidad de una nación. Así, el Senado en Pakistán, a través de los años, ha surgido como un órgano esencial y un factor estabilizador de la federación. El Senado está compuesto por 100 miembros, de los cuales 14 son elegidos por cada Asamblea Provincial, 8 miembros son elegidos de las Áreas Tribales administradas federalmente por los miembros de la Asamblea Nacional de estas áreas, 2 miembros, 1 mujer y 1 tecnócrata son elegidos de La Capital Federal por los miembros de la Asamblea Nacional, 4 mujeres y 4 tecnócratas son elegidos por los miembros de cada Asamblea Provincial. Es responsabilidad del Comisionado Jefe de Elecciones celebrar y hacer arreglos para las elecciones del Senado de acuerdo con el sistema de representación proporcional mediante voto único transferible a través de colegios electorales. El mandato de los miembros del Senado es de 6 años. Sin embargo, el término del primer grupo de los senadores, cesará después de completar los primeros 3 años del Senado.

## Historia
La Liga Musulmana de la India, desde mediados del siglo XX, exigió una patria separada sobre la base de la teoría de dos naciones. Los gobernantes británicos se dieron cuenta de que los hindúes y musulmanes de la India seguían siendo dos naciones separadas y distintas socio-culturalmente. Los gobernantes británicos se quedaron sin otra opción que aceptar la demanda de los musulmanes de la India. El 3 de junio de 1947, Lord Mountbatten, último Gobernador general de la India, convocó la conferencia de todos los líderes del Subcontinente y les comunicó el Plan de su gobierno para la transferencia del poder. En ese momento, se publicó una notificación en la Gaceta de la India, publicada el 26 de julio de 1947, en la que se formó la primera Asamblea Constituyente de Pakistán con 69 miembros (más tarde se aumentó a 79), incluida una mujer. 
El Estado de Pakistán fue creado bajo la Ley de Independencia de 1947. La ley hizo que las actuales Asambleas Constituyentes, las legislaturas predominantes. A estas Asambleas se les permitió ejercer todos los poderes que anteriormente ejercían la Legislatura Central, además de los poderes relativos a la formulación de una nueva Constitución, antes de que todos los territorios fueran gobernados de conformidad con la Ley del Gobierno de la India de 1935. La primera sesión de la primera Asamblea Constituyente de Pakistán se celebró el 10 de agosto de 1947 en el edificio de la Asamblead de Sindh en Karachi. El 11 de agosto de 1947, Muhammad Ali Jinnah fue elegido por unanimidad como Presidente de la Asamblea Constituyente de Pakistán y la Bandera Nacional fue formalmente aprobada por la Asamblea. El 12 de agosto de 1947, se aprobó una resolución relativa al nombramiento oficial de Jinnah como Quaid-i-Azam (El Gran Líder). El mismo día se nombró un comité especial denominado "Comité de Derechos Fundamentales de los Ciudadanos y Minorías del Pakistán" para examinar y asesorar a la Asamblea sobre cuestiones relativas a los derechos fundamentales de los ciudadanos, en particular las minorías, con el fin de legislar sobre estas cuestiones de manera adecuada. 
El 14 de agosto de 1947 tuvo lugar la Transferencia de Poder. Lord Mountbatten, Gobernador General de la India, se dirigió a la Asamblea Constituyente de Pakistán. El Quaid realizó un discurso ante la Cámara, sobre el cual se establecieron los principios del Estado de Pakistán. El 15 de agosto de 1947, el Quaid-i-Azam juró como primer Gobernador General de Pakistán. Mian Sir Abdur Rashid, Jefe de Justicia de Pakistán, le administró el juramento de su cargo. El Quaid permaneció en esta posición hasta su muerte el 11 de septiembre de 1948.

### Resolución de Objetivos de 1949
La primera tarea de la primera Asamblea Constituyente fue la elaboración de la Constitución para la nación. El 7 de marzo de 1949, la Resolución de Objetivos, que ahora es la ley fundamental de Pakistán, fue introducida por el Primer Ministro Nawabzada Liaquat Ali Khan y posteriormente adoptada por la Asamblea Constituyente el 12 de marzo de 1949. Ese mismo día, se creó un Comité de Principios Básicos para preparar un proyecto de Constitución sobre la base de la Resolución de Objetivos. El 16 de octubre de 1951, Khan, el promotor de la Resolución de Objetivos, fue asesinado y Khawaja Nazimuddin asumió el cargo de Primer Ministro el 17 de octubre de 1951. El proyecto final de la Constitución fue preparado en 1954. Para entonces, Muhammad Ali Bogra había tomado el cargo de primer ministro. Sin embargo, justo antes de que el proyecto pudiera ser colocado en la Cámara para su aprobación, la Asamblea fue disuelta por el entonces Gobernador General Ghulam Muhammad el 24 de octubre de 1954. Sin embargo, el Primer Ministro no fue cesado y se le pidió que dirigiera la administración hasta que se celebraran las elecciones. Maulvi Tamizuddin, Presidente de la Asamblea, desafió la disolución en la corte principal de Sindh, y ganó el caso. El Gobierno a cambio, fue a la Corte Federal, donde el famoso juicio fue dado por el entonces Presidente del Tribunal Supremo Muhammad Munir, según el cual Maulvi Tamizuddin perdió el caso.

### Segunda Asamblea Constituyente de 1955

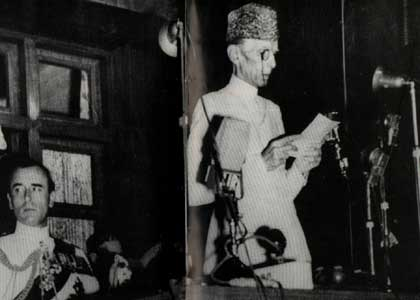
Muhammad Ali Jinnah que respondiendo al discurso de Lord Mountbatten en la Asamblea Constituyente el 14 de agosto de 1947.

La segunda Asamblea Constituyente de Pakistán fue creada el 28 de mayo de 1955 bajo la Orden N.º 12 del Gobernador General de 1955. El colegio electoral para esta Asamblea fueron las Asambleas Provinciales de las respectivas provincias. La fuerza de esta Asamblea era de 80 miembros, la mitad de cada uno de Pakistán Oriental y Pakistán Occidental. Una de las principales decisiones adoptadas por esta Asamblea fue el establecimiento del Pakistán Occidental, con el objetivo de crear la paridad entre las dos alas (Este y Oeste de Pakistán). Esta Asamblea también alcanzó su objetivo dando la primera Constitución a la nación, es decir, la Constitución de Pakistán 1956. Chaudhry Muhammad Ali era el Primer Ministro en ese momento. El proyecto de esta Constitución fue presentado en la Asamblea el 9 de enero de 1956 y aprobado por la Asamblea el 29 de febrero de 1956. El Gobernador General emitió el dictamen favorable el 2 de marzo de 1956. Esta Constitución se aplicó con todos los efectos a partir del 23 de marzo de 1956.
Bajo esta Constitución, Pakistán se convirtió en una República Islámica, por lo que el 23 de marzo se convirtió en el día de la República del país. El 5 de marzo de 1956, el general de división Iskandar Mirza se convirtió en el primer Presidente de Pakistán. La Constitución de 1956 establecía una forma de gobierno parlamentaria con todos los poderes ejecutivos en manos del Primer Ministro. El Presidente era el jefe de Estado y debía ser elegido por todos los miembros de la Asambleas Nacional y provinciales. Él debía ocupar el cargo durante 5 años. El Presidente debía actuar siguiendo el consejo del Primer Ministro, excepto cuando estuviera facultado para actuar a su discreción. Según la Constitución de 1956, el Parlamento era unicameral. Los poderes legislativos conferidos al Parlamento, que consistía en el Presidente de la República y la Asamblea Nacional, con 300 miembros divididos por igual entre el este y el oeste del Pakistán. Además de estos 300 escaños, se reservaban cinco escaños para las mujeres para cada una de las dos alas, por un período de diez años: con lo cual el número total de miembros de la casa era de 310. Sin embargo, en ausencia de una ley para controlar la política, las partes y el problema del cruce del suelo, se produjo una inestabilidad política constante. 
Aunque las primeras elecciones generales estaban previstas para principios de 1959, el Presidente Iskandar Mirza derogó la Constitución, disolvió las Asambleas Nacional y Provinciales y declaró la Ley Marcial el 7 de octubre de 1958. Nombró al General Muhammad Ayub Khan, Comandante en Jefe del Ejército y Jefe administrador de la ley marcial.

### Comisión Constitucional de 1960
El 27 de octubre de 1958, el general Muhammad Ayub Khan asumió el cargo de segundo presidente de Pakistán, exiliando a Iskandar Mirza. Una de las primeras medidas importantes adoptadas por el General Ayub Khan fue el nombramiento de una Comisión de Constitución el 17 de febrero de 1960. El objetivo de esta comisión era presentar propuestas sobre la mejor manera de fortalecer y moldear la democracia en función de la situación sociopolítica del país y los principios islámicos de justicia. La Comisión presentó su informe al gobierno el 29 de abril de 1961. 
Sobre la base de este informe se formuló una nueva Constitución y se la entregó a la nación el 1 de marzo de 1962. Las elecciones generales en virtud de la nueva Constitución se celebraron el 28 de marzo de 1962 y las elecciones a los asientos especiales para mujeres se celebraron el 29 de mayo de 1962. La primera sesión de la tercera Asamblea Nacional se celebró el 8 de junio de 1962 en Ayub Hall, Rawalpindi. La Constitución de 1962 contemplaba un Estado federal con forma de gobierno presidencial, con la Asamblea Nacional en el centro y las Asambleas Provinciales en las Provincias. Las legislaturas, tanto en el centro como en las provincias, eran unicamerales. El sistema federal se había restringido al permitir que los gobernadores provinciales fueran nombrados directamente por el Presidente. Todo el poder ejecutivo de la República de Pakistán, en virtud de la Constitución, recaía en el Presidente de la República. El Presidente nombró a sus miembros del Gabinete que eran directamente responsables ante él. El sistema electoral se hizo indirecto. 
El total de miembros de la Asamblea Nacional era de 156, la mitad de los cuales debían ser elegidos en Pakistán oriental y la otra mitad en Pakistán occidental, y también se reservaban tres puestos para mujeres de cada provincia. El mandato de esta Asamblea fue de tres años. Se estableció la norma de que si el Presidente era de Pakistán occidental, el orador debía ser del este de Pakistán y viceversa. Uno de los principales logros de esta Asamblea fue la promulgación de la Ley de Paridad Política de 1962. El 25 de marzo de 1969 se impuso la segunda ley marcial y el general Agha Muhammad Yahya Khan asumió el puesto de Presidente de Pakistán. Posteriormente emitió una Orden de Marco Legal, en virtud de la cual se celebraron las primeras elecciones generales el 7 de diciembre de 1970. Consta de 313 miembros, 169 de Pakistán Oriental y 144 de Pakistán Occidental, incluidos 13 escaños reservados para mujeres (6 de Pakistán Occidental y 7 de Pakistán Oriental). 
Poco después de las elecciones, debido a las graves diferencias políticas, la provincia de Pakistán Oriental se separó del Pakistán Occidental y se convirtió en Bangladés. El 20 de diciembre de 1971, Zulfikar Ali Bhutto asumió el cargo de Presidente del Pakistán, así como el primer Jefe de la Administración Marcial Civil.

### Constitución de la República Islámica de Pakistán
La primera sesión de la Asamblea Nacional, debido a la demora causada por la separación del Pakistán Oriental, se celebró el 14 de abril de 1972 en el edificio del Banco Estatal de Islamabad, en el que todos los 144 miembros del Pakistán Occidental y dos del antiguo Pakistán Oriental (Noor-ul-Amin y Raja Tridev Roy) habían elegido unirse a Pakistán. El 17 de abril de 1972, la Asamblea Nacional adoptó una Constitución provisional, que preveía una forma de gobierno presidencial. En virtud de esta Constitución, la Asamblea Nacional no se disolverá antes del 14 de agosto de 1973. La Constitución provisional trata detalladamente la distribución de competencias entre el Centro y las Provincias. La Asamblea también formó un Comité de Constitución el 17 de abril de 1972 para preparar el primer borrador para la elaboración de una Constitución. El informe de la Comisión fue presentado con un proyecto de Constitución el 31 de diciembre de 1972. Fue aprobado por unanimidad por la Asamblea en su sesión del 10 de abril de 1973 y fue autenticado por el Presidente el 12 de abril de 1973. Esta Constitución, fue promulgada el 14 de agosto de 1973. El mismo día, el Zulfikar Ali Bhutto prestó juramento como Primer Ministro, mientras que el Fazal Illahi Choudhary prestó juramento como Presidente de Pakistán. La Constitución de 1973 prevé una forma parlamentaria de gobierno en la que el poder ejecutivo del Estado se concede al Primer Ministro. El Presidente, según la Constitución, está en el ápice, representando la unidad de la República. De 1947 a 1973, el país había tenido un sistema unicameral, pero según la Constitución de 1973, Pakistán adoptó una legislatura bicameral federal, llamado Parlamento, compuesto por el Presidente, el Senado y la Asamblea Nacional. Originalmente, los asientos generales de la Asamblea Nacional eran 200 con 10 asientos adicionales reservados para las mujeres, trayendo la fuerza total a 210. La Cámara Alta recientemente creada, es decir, el Senado tenía 63 miembros. Posteriormente en 1985 a través de una Orden Presidencial, se añadieron siete escaños a los escaños generales y diez a los escaños reservados para mujeres en la Asamblea Nacional. Los diez escaños reservados exclusivamente para las minorías, se llenarían por medio de un sistema electoral separado. Así, la fuerza total de la cámara baja llegó a 237 miembros. Del mismo modo, el tamaño del Senado también aumentó de 63 a 87 miembros.
En virtud de la Constitución de 1973, la Asamblea Nacional es elegida por un período de cinco años, a menos que antes se disuelva. Los escaños en la Asamblea Nacional, a diferencia del Senado, se asignan a cada provincia y otras unidades de la federación, sobre la base de la población. La disposición constitucional de 20 escaños especiales para las mujeres caducó en 1990, disminuyendo así la fuerza de la Asamblea de 237 a 217. En virtud de la Constitución, las elecciones a los 10 escaños reservados para la minoría se llevaban a cabo por separado. A pesar de que el mandato de la Asamblea es de cinco años, según lo prescrito en la Constitución, Zulfikar Ali Bhutto, el 7 de enero de 1977 anunció la celebración de elecciones antes del tiempo. En consecuencia, el 10 de enero de 1977, aconsejó al Presidente disolver la Asamblea Nacional. Las elecciones se celebraron el 7 de marzo de 1977. La oposición acusó al gobierno de arreglar las elecciones a la Asamblea Nacional y posteriormente boicoteó las elecciones de las Asambleas Provinciales. Dado que la oposición no había aceptado el resultado de las elecciones de la Asamblea Nacional, no tomaron juramento. Esto resultó en una grave crisis política y la ley marcial fue impuesta por el entonces Jefe del Ejército, General Muhammad Zia-ul-Haq, el 5 de julio de 1977.

### Majlis-e-Shoora
El 24 de diciembre de 1981, bajo una orden presidencial, se constituyó un consejo federal (Majlis-e-Shoora) por el Presidente. Sus miembros fueron nominados por éste. La primera sesión de este Consejo se celebró el 11 de enero de 1982. De este modo, se reanudaron las actividades políticas limitadas y controladas. Posteriormente, se celebraron elecciones generales para las Asambleas Nacional y provinciales el 25 de febrero de 1985.

### Enmiendas de 1985
El 2 de marzo de 1985, se publicó el restablecimiento del Orden constitucional, en el que se introdujeron numerosas enmiendas en la Constitución. El artículo 1 sustituyó el nombre de "Parlamento" por el término más islámico Majlis-e-Shoora. El primer período de sesiones de la Asamblea Nacional se celebró el 20 de marzo de 1985. Muhammad Khan Junejo fue nombrado Primer Ministro de Pakistán por el Presidente Zia-ul-Haq. En noviembre de 1985, el Parlamento adoptó la 8.ª enmienda constitucional. Además de los cambios introducidos en otros artículos de la Constitución, se añadió el artículo 58.2.b, según el cual el Presidente adquirió poderes discrecionales para disolver la Asamblea Nacional. El 29 de mayo de 1988 la Asamblea fue disuelta por el Presidente utilizando la facultad adquirida en virtud de dicho artículo.

### Elecciones de 1988
Las elecciones generales para la octava Asamblea Nacional se celebraron el 16 de noviembre de 1988. La primera sesión fue convocada por el Presidente el 30 de noviembre de 1988. Miraj Khalid fue elegido Presidente de la Asamblea Nacional el 3 de diciembre de 1988. Benazir Bhutto fue nominada como primera ministra de Pakistán y prestó juramento el 2 de diciembre de 1988. La Asamblea fue posteriormente disuelta por el Presidente Ghulam Ishaq Khan en virtud del artículo 58.2.b de la Constitución de Pakistán el 6 de agosto de 1990. Las elecciones generales para la novena Asamblea Nacional se celebró el 24 de octubre de 1990. La primera sesión se celebró el 3 de noviembre de 1990. Gohar Ayub Khan fue elegido Presidente de la Asamblea Nacional y prestó juramento el 4 de noviembre de 1990. Nawaz Sharif fue elegido Como Primer Ministro de Pakistán y prestó juramento el 11 de noviembre de 1993. El 18 de abril de 1993, el entonces Presidente Ghulam Ishaq Khan volvió a disolver la Asamblea, en virtud del artículo 58.2.b. La disolución de la Asamblea Nacional fue impugnada en el Tribunal Supremo de Pakistán y tras la audiencia del caso, la Asamblea fue restaurada por el Tribunal Supremo el 26 de mayo de 1993. La Asamblea fue posteriormente disuelta por consejo del Primer Ministro el 18 de julio de 1993.

### Décima Asamblea Nacional de 1993
Las elecciones para la décima Asamblea Nacional se celebraron el 6 de octubre de 1993. La primera sesión se celebró el 15 de octubre de 1993. Syed Yousaf Raza Gillani prestó juramento de la Asamblea Nacional el 17 de octubre de 1993. Mohtarma Benizar Bhutto administró el juramento como Primer Ministro de Pakistán el 19 de octubre de 1993. La Asamblea fue disuelta por el Presidente Farooq Ahmad Khan Laghari el 5 de noviembre de 1996. Las elecciones para la undécima Asamblea Nacional se celebraron el 3 de febrero de 1997. La primera sesión se celebró el 15 de febrero de 1997. Illahi Bukhsh Soomro tomó juramento de la Asamblea Nacional el 16 de febrero de 1997. Nawaz Sharif prestó juramento como primer ministro de Pakistán y líder de la Cámara el 17 de febrero de 1997. La nueva Asamblea asumió el poder con una abrumadora mayoría. El Artículo 58.2.b fue luego omitido de la Constitución en la 13.ª Enmienda de la Constitución en abril de 1997. Puede ser pertinente notar en este punto que aunque aparentemente se han hecho dieciséis enmiendas en la Constitución hasta el momento, La novena y la undécima enmiendas constitucionales fueron, sin embargo, aprobadas por el Senado solo y la decimoquinta por la Asamblea Nacional solamente, por lo tanto estas enmiendas caducaron. La decimocuarta enmienda de la Constitución habilitó un control sobre el cruce de los legisladores.

### Emergencia de Musharraf de 1999

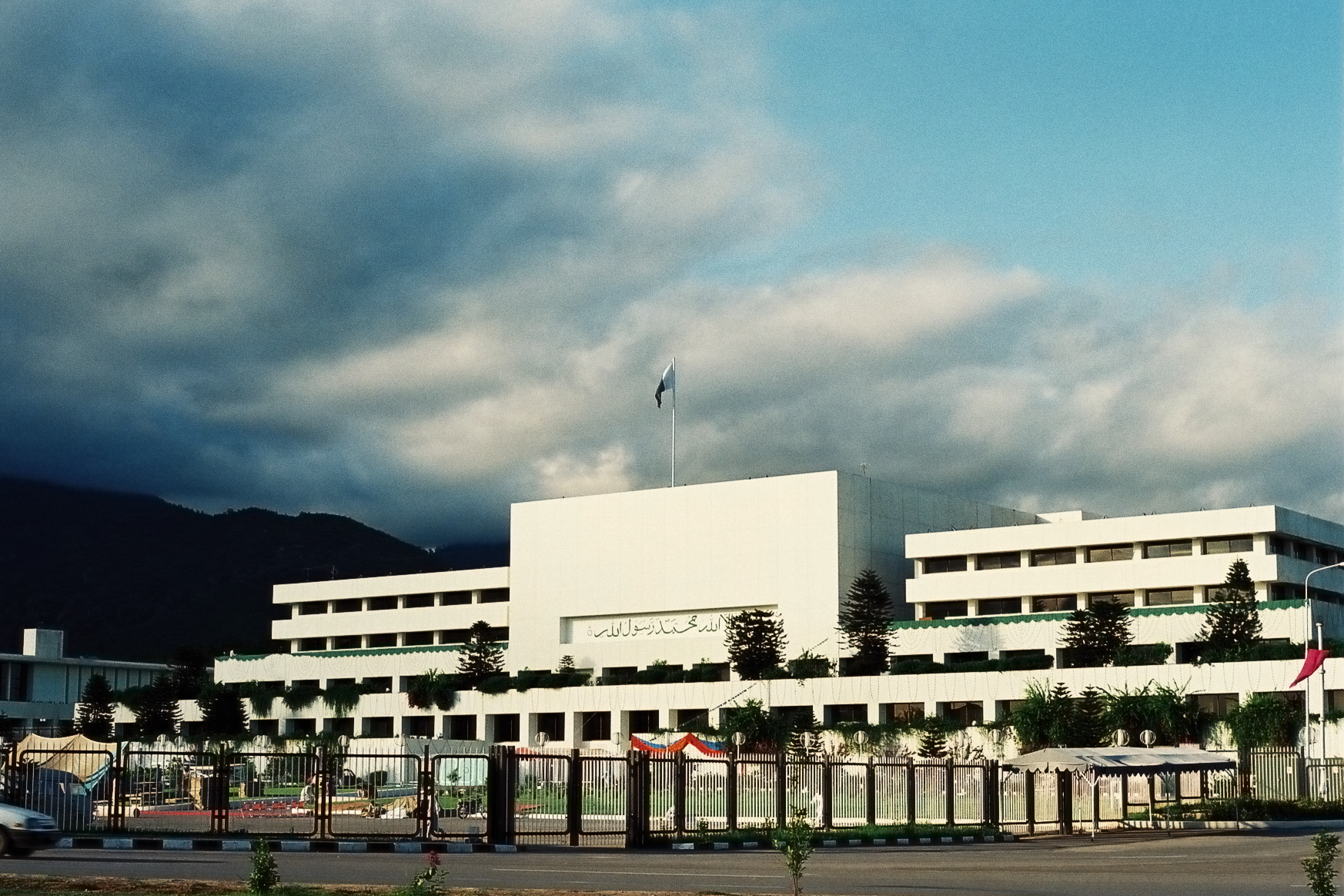
Edificio del Parlamento

El jefe del Estado Mayor del Ejército, General Pervez Musharraf, que también era Presidente del Comité Mixto de Personal, asumió el gobierno del Primer Ministro Nawaz Sharif y se declaró Jefe Ejecutivo a través de una Proclamación de Emergencia, el 12 de octubre de 1999. Mediante una Ordenanza Provisional Constitucional, el 14 de octubre de 1999, suspendió la Constitución, suspendió el Senado, las Asambleas Nacional y Provinciales, al Presidente y Vicepresidente del Senado, al Presidente y Vicepresidente de las Asambleas Nacional y Provinciales y destituyó a los Gobiernos Federal y Provincial. El Presidente Muhammad Rafiq Tarar fue, sin embargo, permitido continuar en su cargo. El 29 de octubre de 1999, con arreglo a la Orden N.º 6 del 29 de octubre de 1999 (modificada por la Orden N.º 5 de 4 de julio de 2001), se creó el Consejo de Seguridad Nacional con el fin de prestar asesoramiento al Jefe Ejecutivo sobre las cuestiones relativas a la ideología islámica, la seguridad nacional, la soberanía, la integridad y la solidaridad del Pakistán a fin de alcanzar los objetivos y objetivos consagrados en la Resolución de Objetivos de 1949.
Syed Zafar Ali Shah, los miembros de la Asamblea y Illahi Bukhsh Soomro, Presidente de la Asamblea Nacional, recurrieron las órdenes de suspensión en la Corte Suprema. El Tribunal de Justicia, en su sentencia de 12 de mayo de 2000, validó la toma de posesión del ejército mediante un plazo de tres años para el Gobierno, a partir del 12 de octubre de 1999. En su sentencia, el Tribunal pidió al Gobierno que completara su orden del día y la Corte también permitió que el gobierno militar trajera las enmiendas constitucionales necesarias, siempre que éstas no debieran cambiar la característica básica de la democracia parlamentaria federal, la independencia del poder judicial y las disposiciones islámicas en la Constitución. El tribunal se reservó el derecho de revisión judicial y el poder de validez de cualquier acto o acción del gobierno, en caso de ser impugnado, a la luz de la necesidad del Estado. El 20 de junio de 2001, mediante una Orden, el Presidente Ejecutivo asumió la presidencia de Pakistán en virtud de la Orden de Sucesión del Presidente de 2001. Ese mismo día, mediante otra Orden, el Presidente convirtió en disolución las órdenes de suspensión de los cuerpos legislativos y sus presidentes. Las elecciones de la 12.ª Asamblea Nacional se celebraron el 10 de octubre de 2002. La sesión inaugural de la Asamblea Nacional se celebró el 16 de noviembre de 2002 y Amir Hussain y Sardar Muhammad Yaqoob fueron elegidos Presidente y Vicepresidente respectivamente el 19 de noviembre de 2002. Mir Zafar ullah Jamali fue elegido líder de la Cámara el 21 de noviembre de 2002. El Presidente Chaudhry Amir Hussain consideró el 14 de junio de 2003 que la  Orden del Marco Legal es parte de la Constitución de Pakistán. Debido a esta cuestión, la Oposición presentó una moción de censura contra el Presidente de la Asamblea Nacional el 20 de junio de 2003, que fue rechazada el 28 de junio de 2003.
La Asamblea Nacional de Pakistán expresó su confianza en el liderazgo del Presidente Pervez Musharaf a través de la resolución el 1 de enero de 2004. El Presidente Pervez Musharaf se dirigió a la Sesión Conjunta del Parlamento el 17 de enero de 2004. El Primer Ministro Zafarullah Khan Jamali renunció a su cargo el 26 de junio y Chaudhry Shujaat Hussain fue elegido el Primer Ministro de Pakistán el 29 de junio de 2004 y se sometió a un cuestión de confianza de la Asamblea Nacional el 30 de junio de 2004. Shaukat Aziz fue elegido líder de la Cámara el 27 de agosto de 2004 y juró el cargo el 28 de agosto de 2004. La Asamblea Nacional de Pakistán completó su mandato constitucional el 15 de noviembre de 2007. Tras renunciar al cargo de Jefe del Estado Mayor del Ejército, el General Pervez Musharaf juró como Presidente de la República Islámica De Pakistán el 29 de noviembre de 2007.

### Elecciones de 2008
La fecha de las próximas elecciones generales fue fijada para el 28 de enero de 2008. Tras el asesinato de Muhatarma Benazir Bhutto el 27 de diciembre de 2007, las elecciones fueron aplazadas al 18 de febrero de 2008. La primera sesión de la Asamblea Nacional se celebró el 17 de marzo de 2008. Fehmida Mirza y Fasial Karim Kundi fueron elegidos Presidente y Vicepresidente de la Asamblea Nacional respectivamente el 19 de marzo de 2008. Syed Yousaf Raza Gilani fue elegido Primer Ministro de Pakistán el 24 de marzo de 2008. Pervez Musharaf presentó su renuncia de su cargo a la Asamblea Nacional el 18 de agosto de 2008 y Asif Ali Zardari fue elegido Presidente de Pakistán el 6 de septiembre de 2008.

### Presidencia de Zardari
El Presidente Asif Ali Zardari, durante su discurso en la Sesión Conjunta del Parlamento el 28 de marzo de 2009, pidió al Presidente de la Asamblea Nacional que formara un comité de ambas cámaras con el fin de proponer enmiendas a la Constitución a la luz de la Carta de la Democracia (COD). Tras la consulta con los dirigentes de todos los partidos políticos del Parlamento, el Presidente de la Asamblea Nacional anunció el Comité de Reformas Constitucionales (CRC) el 29 de abril de 2009. Después de la consulta maratón en 77 reuniones, CRC, bajo la Presidencia del senador Raza Rabbani, presentó el informe del Comité Sobre la Enmienda 18.º de la Constitución al Presidente de la Asamblea Nacional el 31 de marzo de 2010. La histórica enmienda constitucional 18.º fue presentada y aprobada por la Asamblea Nacional el 8 de abril de 2010 y por el Senado el 15 de abril de 2010. Tras el asentimiento del Presidente el 19 de abril de 2010, las enmienda 18.º pasó a formar parte de la Constitución de la República Islámica de Pakistán. La 19.ª enmienda fue aprobada por la Asamblea Nacional el 22 de diciembre de 2010 y por el Senado el 30 de diciembre de 2010. La 19.ª enmienda pasó a formar parte de la Constitución tras el asentimiento del Presidente Asif Ali Zardari el 1 de enero de 2011. La enmienda 20 fue aprobada por unanimidad por la Asamblea Nacional y el Senado el 20 de febrero de 2012.

## Procedimiento electoral
Pakistán elige una legislatura bicameral, el Parlamento de Pakistán, que consiste en la Asamblea Nacional de Pakistán y el Senado elegidos directamente, cuyos miembros son elegidos por los legisladores provinciales elegidos. El Primer Ministro de Pakistán es elegido por la Asamblea Nacional. El Presidente es elegido por el colegio electoral, que consta de las dos cámaras del Parlamento junto con las asambleas provinciales. Además del parlamento nacional y las asambleas provinciales, Pakistán también tiene más de cinco mil gobiernos locales elegidos. Las elecciones en Pakistán se llevan a cabo bajo la supervisión de la Comisión Electoral de Pakistán. El país ofrece un sistema multipartidista, con numerosas partes. Frecuentemente, ninguna de las partes tiene mayoría, por lo que las partes deben formar alianzas durante o después de las elecciones, formando los gobiernos de coalición a partir de las negociaciones entre las partes. El parlamento de Pakistán consiste en el Presidente de Pakistán y dos Cámaras. La Asamblea Nacional consta de 342 escaños, incluyendo 60 asientos reservados para mujeres y 10 asientos reservados para minorías religiosas. El Senado se compone de 100 miembros, incluyendo 17 asientos reservados para mujeres y 17 asientos reservados para Tecnócratas y Ulemas. Los miembros de la Asamblea Nacional son elegidos por un período de 5 años, mientras que los miembros del Senado son elegidos por un período de 6 años con elecciones escalonadas cada 3 años.